# نواه كاتو
نواه كاتو (بالإنجليزية: Noah Cato)‏ هو لاعب اتحاد الرغبي بريطاني، ولد في 31 مارس 1988 في برايتون في المملكة المتحدة.

## وصلات خارجية
- نواه كاتو على موقع ItsRugby.co.uk (الإنجليزية)